# April 1989
Portal Geschichte | Portal Biografien | Aktuelle Ereignisse | Jahreskalender | Tagesartikel

◄ |
19. Jahrhundert |
20. Jahrhundert
| 21. Jahrhundert

◄ |
1950er |
1960er |
1970er |
1980er
| 1990er | 2000er | 2010er | ►

◄ |
1985 |
1986 |
1987 |
1988 |
1989
| 1990 | 1991 | 1992 | 1993 | ►

◄ |
Januar 1989 |
Februar 1989 |
März 1989 |
April 1989 |
Mai 1989 |
Juni 1989 |
Juli 1989 |
►
Dieser Artikel behandelt aktuelle Nachrichten und Ereignisse im April 1989.

## Tagesgeschehen

### Samstag, 1. April 1989
- Berlin/Deutschland: Im Finale des Fußballvereinspokals der DDR der Männer besiegt Titelverteidiger Berliner FC Dynamo den FC Karl-Marx-Stadt mit 1:0. Es ist der zwölfte nationale Titel für den Verein während der Amtszeit des Trainers Jürgen Bogs.[1]
- Bonn/Deutschland: Die Postgebühren der Bundespost steigen in allen Gewichtsstufen, u. a. von 80 Pfennig auf 100 Pfennig für den Standardbrief bis 20 g.[2]

### Dienstag, 4. April 1989
- Berlin/Deutschland: Für die Grenzsoldaten der DDR entfällt heute auf Wunsch des De-facto-Staatsoberhaupts der DDR Erich Honecker (SED) erstmals die Weisung, Republikfluchten mit allen Mitteln zu verhindern. Honecker traf die Entscheidung angesichts der „politischen Situation“ und meinte damit vermutlich den Imageschaden, den die DDR im Ausland wegen Todesopfern an der innerdeutschen Grenze erleidet.[3]
- Brüssel/Belgien: Mit einem Festakt begeht das westliche Militärbündnis NATO den 40. Jahrestag seiner Gründung. Sein Generalsekretär Manfred Wörner erklärt, das militärische Potenzial „des Ostens“ werde auch nach der vollständigen Umsetzung des von der Sowjetunion angekündigten Abrüstungsprozesses größer sein als das Potenzial „des Westens“, dennoch lobt Wörner die „friedlichen Absichten“ der sowjetischen Regierungspartei unter Leitung von Michail Gorbatschow.[4]

### Mittwoch, 5. April 1989
- Warschau/Polen: Zum letzten Mal finden Gespräche am so genannten „Runden Tisch“ statt, um den sich v. a. Mitglieder der im Dezember 1981 verbotenen Gewerkschaft Solidarność und Unterhändler der verfassungsgemäßen Regierungspartei Polnische Vereinigte Arbeiterpartei versammeln. Das Ergebnis der Gespräche ist eine mehrere 1.000 Seiten umfassende Vereinbarung für eine „gerechtere und freiere“ Zukunft des Landes. Die wichtigsten Punkte des Dokuments sollen in der Verfassung niedergeschrieben und das Verbot der Gewerkschaft Solidarność soll aufgehoben werden.[5][6]

### Freitag, 7. April 1989
- Warschau/Polen: Nach den Verhandlungen zwischen Regierungspartei und Opposition verankert die Volksrepublik Polen als erstes Land des Militärbündnisses Warschauer Pakt und des so genannten „Ostblocks“ in seiner Verfassung das Prinzip der Gewaltenteilung. Außerdem werden für die Wahlen zum parlamentarischen Unterhaus teilweise freie Wahlen und für die Wahlen zu einem wiedereingeführten Oberhaus freie Wahlen vorgeschrieben. Im Unterhaus wird ein vorab garantierter Anteil der Mandate nach den nächsten Parlamentswahlen der Polnischen Vereinigten Arbeiterpartei zufallen.[7]

### Sonntag, 9. April 1989
- Tiflis/Sowjetunion: Einheiten der Roten Armee lösen in der Hauptstadt der Unionsrepublik Georgien eine Demonstration auf, deren Teilnehmer die staatliche Souveränität der Republik einfordern. Mindestens 16 Menschen kommen bei der Aktion ums Leben.[8]

### Dienstag, 11. April 1989
- Mainz/Deutschland: Der Fernsehsender ZDF strahlt den Film Forsthaus Falkenau aus. Auf ihn sollen 13 Episoden einer neuen gleichnamigen Fernsehserie folgen.[9]

### Mittwoch, 12. April 1989
- San José/Vereinigte Staaten: Das IT-Unternehmen Hewlett Packard kündigt an, den Workstation-Hersteller Apollo Computer für rund 500 Millionen US-Dollar zu übernehmen. Die Geräte von Apollo bieten als einzige auf dem Markt umfassende Möglichkeiten zur Netzwerkimplementierung, wegen Managementfehlern steht das Unternehmen allerdings vor dem Aus.[10]

### Samstag, 15. April 1989
- Sheffield/Vereinigtes Königreich: In den Anfangsminuten des Fußballspiels zwischen dem Liverpool FC und dem Nottingham Forest FC um den Finaleinzug im FA Cup 1989 bricht im Stadion von Hillsborough eine Massenpanik aus. Am Ende des Tages stehen bereits 74 Todesopfer fest und hunderte weitere Menschen werden wegen zum Teil schweren Verletzungen behandelt. Vorläufig ist die Ursache für das Unglück nicht geklärt, doch Bildaufnahmen belegen, dass der Block der Liverpool-Anhänger schon eine Stunde vor Spielbeginn überfüllt war.[11]

### Montag, 17. April 1989
- Liverpool, London/Vereinigtes Königreich: Während die Behörden die Opferzahl der Hillsborough-Katastrophe vom 15. April auf 96 erhöhen, legen Tausende Anhänger des Liverpool FC im Gedenken an das Unglück Blumen vor der Tribüne „The Kop“ im heimischen Anfield-Stadion nieder. Premierministerin Margaret Thatcher beauftragt Peter Murray Taylor mit der Bildung einer Untersuchungskommission.[12]
- Peking/China: Mehrere tausend Studenten veranstalten zwei Tage nach dem Tod des so genannten „Reformpolitikers“ Hu Yaobang (KP China) eine Kundgebung auf dem Tian’anmen-Platz vor dem Tor des Himmlischen Friedens. Yaobang galt einmal als Wunschkandidat von De-facto-Staatsoberhaupt Deng Xiaoping auf dessen Nachfolge, verlor jedoch 1986 sein Ansehen in der Partei, als er die Entscheidung traf, nicht restriktiv gegen prodemokratische Studenten vorzugehen.[13]
- Warschau/Polen: Das Woiwodschaftgericht hebt das 1981 verhängte Verbot der nicht-staatlichen Gewerkschaft Solidarność auf.[14]

### Dienstag, 18. April 1989

Logo der Sportartikel-Marke Adidas

- Herzogenaurach/Deutschland: Mit der Umwandlung der Adidas Beteiligungs-GmbH in eine Aktiengesellschaft wird die Transformation des Sportartikelherstellers Adidas KG in eine börsennotierte Kapitalgesellschaft eingeleitet. Die Eigner von rund 99 % der Unternehmensanteile gehören sämtlich der Gründerfamilie Dassler an. Vier Mitglieder werden jeweils rund 20 % der Anteile erhalten, zwei weitere Familienmitglieder jeweils rund 10 %.[15]

### Mittwoch, 19. April 1989

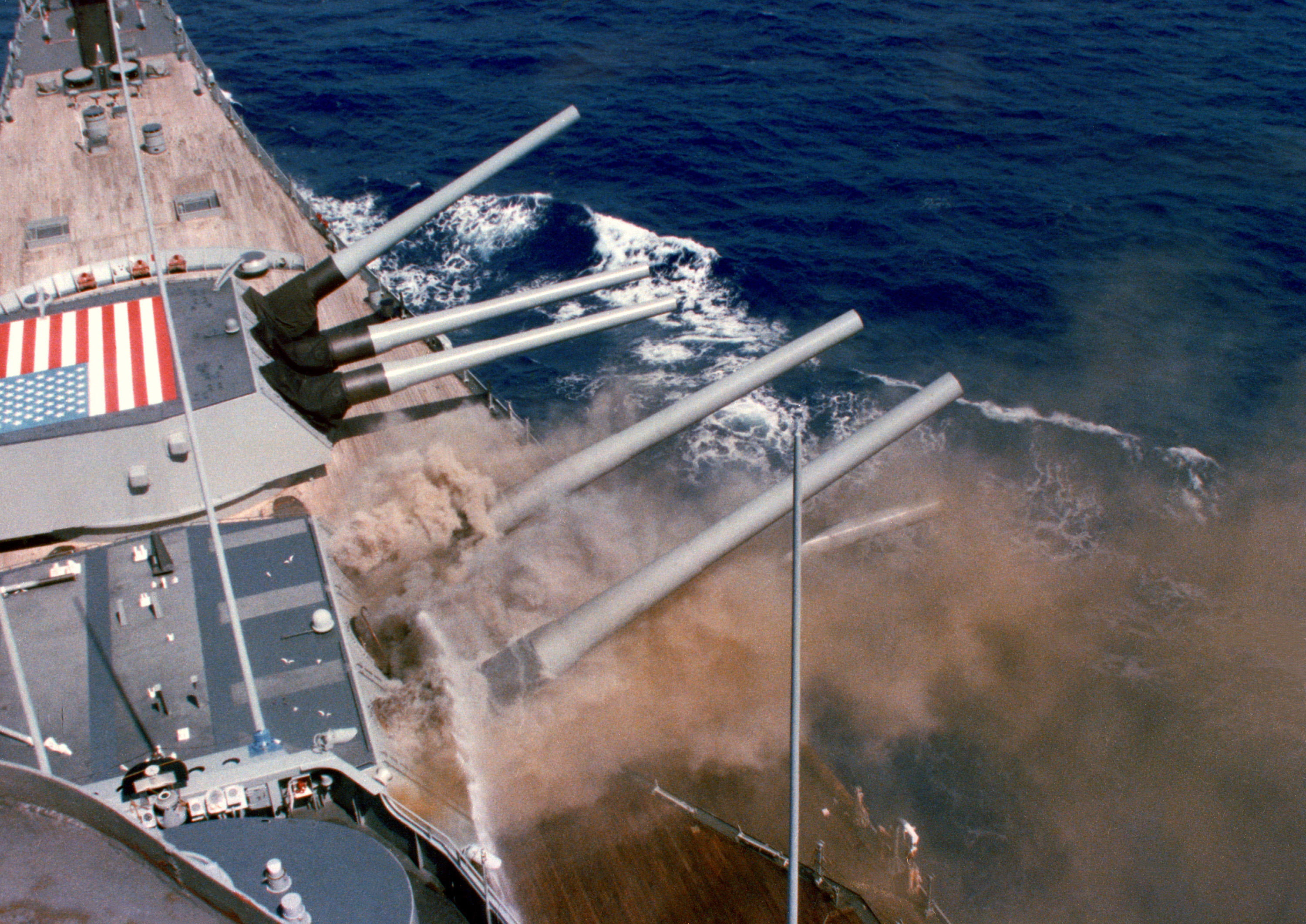
Explosion auf der Iowa

- Karibik: Aus unbekanntem Grund explodiert auf dem Schlachtschiff Iowa der Marine der Vereinigten Staaten bei einer Schießübung die Treibladung für das mittlere Geschütz. 47 Soldaten kommen bei dem Unfall ums Leben.[16]

### Donnerstag, 20. April 1989
- Wien/Österreich: Der Justizausschuss des Parlaments empfiehlt, die Vergewaltigung in Ehe oder Lebensgemeinschaft ins Strafrecht aufzunehmen.[17]

### Freitag, 21. April 1989

Display der Handheld-Spielkonsole Game Boy

- Berlin/Deutschland: Die Passkontrolleinheiten, welche an den Übergängen der DDR zur Bundesrepublik Deutschland die regulären Grenztruppen der DDR ergänzen, werden durch den Minister für Staatssicherheit Erich Mielke (SED) angewiesen, nicht mehr auf Menschen zu schießen, die die innerdeutsche Grenze in Richtung BRD zu überwinden versuchen. Grund ist die hohe internationale Resonanz auf das bisher letzte Todesopfer an der Berliner Mauer im Februar.[18]
- Frankfurt am Main/Deutschland: Im neu angelegten Volkspark Niddatal, der zweitgrößten Grünfläche der Stadt, wird die 20. Bundesgartenschau eröffnet.[19]
- Kyōto/Japan: Der Hersteller von Unterhaltungselektronik Nintendo verkauft ab heute in Japan eine neue Handheld-Spielkonsole. Sie hat einen 160 mal 144 Bildpunkte umfassenden Bildschirm, ist ausschließlich mit dem Spiel Tetris verfügbar und trägt den Namen „Game Boy“.[20]

### Samstag, 22. April 1989
- Peking/China: Die Demonstrationen für demokratische Reformen in der Volksrepublik erreichen einen neuen Höhepunkt, als sich vor der Großen Halle des Volkes circa 100.000 Menschen versammeln, um Hu Yaobang  die letzte Ehre zu erweisen. Der Kommunist Yaobang galt als „Reformpolitiker“.[21]

### Donnerstag, 27. April 1989
- Amman/Jordanien: Zaid ibn Shaker löst Zaid ar-Rifaʿi als Ministerpräsident von Jordanien ab.[22]

### Sonntag, 30. April 1989
- Maria Enzersdorf/Österreich: Die Mannschaft von Hypo Südstadt aus Maria Enzersdorf gewinnt den Europapokal der Landesmeister im Frauen-Handball durch einen 21:19-Sieg im Finalrückspiel gegen Spartak Kiew aus der Sowjetunion.[23]